# Гранат (кинофестиваль)
«Гранат» или «Нур» (арм. «նուռ» — Нур; англ. Pomegranate Film Festival или сокращенно POM) — ежегодный армянский международный кинематографический фестиваль, проводимый в октябре в Торонто, столице канадской провинции Онтарио.

## История
В 2006 году в Торонто армянским образовательным и культурным обществом «Амазгаин» был основан ежегодный международный кинофестиваль «Гранат». Инициатором выступила группа молодых армянских специалистов, объединенных живым интересом к киноискусству и к культуре в широком плане. В фестивале могут принимать участие как фильмы, созданные при непосредственном участии представителей армянской национальности, так и ленты, затрагивающие армянскую тематику. Согласно заявлениям организаторов, главная цель фестиваля — создать платформу для роста армянских талантов.

## Номинации
- Лучший художественный фильм[5]
- Лучший короткометражный фильм[5]
- Премия доктора Майкла Акопяна за лучший документальный фильм[5]
- Премия зрительских симпатий[5]

## О фестивале
Директор фестиваля Якоб Порпоссян: 
Мы хотим, чтобы кинофестиваль "Гранат" стал ведущим армянским кинофестивалем в Канаде и северо-восточных штатах США, а также, надеюсь, в один прекрасный день — во всей диаспоре!